# Ulrich von Hassell
Ulrich von Hassell (Anklam, 12 novembre 1881 – Berlino, 8 settembre 1944) è stato un diplomatico tedesco.

## Biografia
Discendente da una nobile famiglia della Pomerania di tradizioni militari dell'esercito prussiano, Ulrich studiò invece diritto e scienze politiche alle università di Losanna e Tubinga. In seguito, fu assessore nelle ambasciate tedesche di Londra e Tsingtao. Nel 1911 von Hassell sposò la figlia dell'ammiraglio Alfred von Tirpitz, Ilse von Tirpitz e nello stesso anno il ministro degli affari esteri Alfred von Kiderlen-Waechter lo nominò vice console a Genova.
Durante la prima guerra mondiale fu ispettore militare nell'esercito tedesco nella Prima battaglia della Marna dove fu gravemente ferito da un colpo di fucile. Inizialmente il vice console, profondamente contrariato dalla caduta del vecchio regime e dall'avvento della Repubblica di Weimar, vide nel Partito Nazista l'unica possibilità di ripristinare le vecchie tradizioni, ed ebbe diversi incarichi a Roma, Barcellona, Copenaghen e Belgrado.
Successivamente inorridito dalla violenta presa di potere del nazismo e del fascismo, e dalla conclusione dell'affare Blomberg-Fritsch, lasciò il partito. Venuto a conoscenza dell'Olocausto, entrò nelle file della resistenza tedesca, facendo parte del Circolo di Kreisau con Carl Friedrich Goerdeler e mantenendo contatti con il Direttore del Abwehr Wilhelm Canaris.
Se il colpo di stato di Stauffenberg fosse riuscito, von Hassell sarebbe diventato ministro degli esteri. Il 29 luglio 1944, dopo il fallimento del tentativo di rovesciamento del regime nazista, von Hassell fu arrestato dalla Gestapo e imprigionato nel Carcere di Plötzensee a Berlino. Pare che durante il processo al Tribunale del Popolo, il giudice Roland Freisler, per umiliarlo davanti alla corte, lo fece spogliare di bretelle, cinture e cravatte, ed a un tratto pare che il giudice nazista abbia esclamato: "È molto difficile parlare con Lei, perché non Le si può credere neanche una parola. Lei è la bugia in persona... Lei è un vile traditore, senza onore e divorato dall'ambizione. In nome del popolo tedesco: Lei viene punito con la morte."

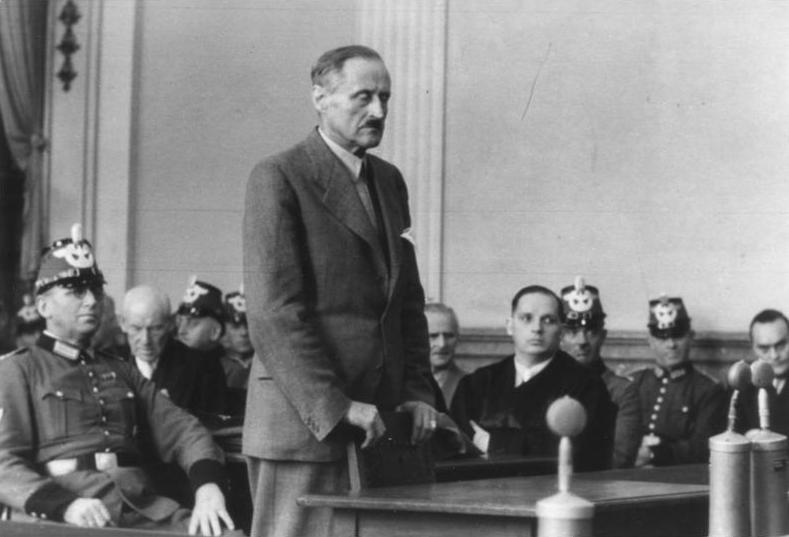
Ulrich von Hassell dinnanzi al Tribunale del Popolo (luglio 1944)

Von Hassell fu impiccato a un gancio da macellaio l'8 settembre 1944 e la sua agonia fu filmata per ordine di Adolf Hitler. Il filmato fu distrutto nel dopoguerra.

## Incarichi
- Vice console a Genova (1911-14)
- Consigliere d'ambasciata e Incaricato d'affari a Roma (1919-21)
- Console generale a Barcellona (1921-26)
- Inviato straordinario a Copenaghen (1926-30)
- Inviato straordinario a Belgrado (1930-32)
- Ambasciatore a Roma (1932-37)[1]

## Opere
- Ulrich von Hassell, Diario segreto 1938-1944. L'opposizione   tedesca a Hitler, Prefazione di Sergio Romano, Roma, Editori Riuniti, 1996.
- Im Wandel der Aussenpolitik, pubblicato nel 1939
- Vom anderen Deutschland, pubblicato nel dopoguerra
- Pyrrhus, pubblicato nel dopoguerra